# صلاح الدين دميرطاش

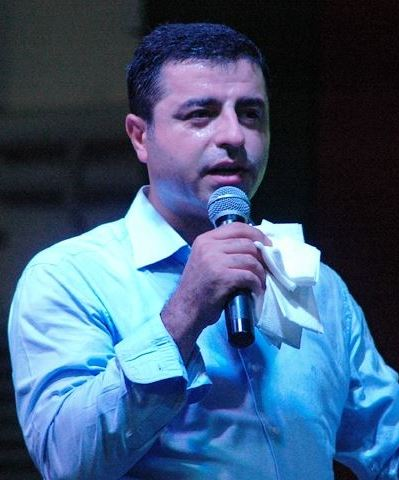
دميرطاش.

صلاح الدين دميرطاش (بالتركية: Selahattin Demirtaş)‏ تولد 10 نيسان 1973 م هو سياسي كردي، زعيم حزب الشعوب الديمقراطي اليساري الكردي ولد في مدينة معمورة العزيز شرق تركيا عام 1973 تخرج من كلية الحقوق في جامعة أنقرة ومارس المحاماة مباشرة، كما كان عضواً لفترة في اللجنة التنفيذية لفرع دياربكر لمنظمة حقوق الإنسان التركية التي تأسست عام 1986، قبل أن يترأسه ثم يشكل مع آخرين جمعية حقوق الإنسان التركية ويؤسس مكتب دياربكر لمنظمة العفو الدولية.
بدأ حياته السياسية عضواً في حزب «المجتمع الديمقراطي» اليساري الكردي عام 2007 ونائباً عنه في البرلمان قبل أن تحظره المحكمة الدستورية العليا عام 2009 بحجة ارتباطه بحزب العمال الكردستاني. أصبح لاحقاً نائباً عن حزب «السلام والديمقراطية» اليساري الكردي الذي حظرته المحكمة للأسباب ذاتها، ثم أسس مع الصحافية والناشطة النسوية فيجي يوكسيكداغ حزب «الشعوب الديمقراطي» عام 2014 الذي يحاول تجميع أجنحة اليسار السياسي في حزب واحد. خاض ديميرتاش الانتخابات الرئاسية التركية عام 2014 وحل ثالثاً بـ9.77% من الأصوات.
دخل انتخابات 2014 و 2015 م عن حزب الشعوب الديمقراطي HDP .
وهو أحد المرشحين لرئاسة تركية في الانتخابات الرئاسية 2018، رغم كونه مسجون منذ نحو 20 شهرا بتهم أمنية وليس هناك حكم بالإدانة ضده.

## روابط خارجية
- صلاح الدين دميرطاش على موقع IMDb (الإنجليزية)
- صلاح الدين دميرطاش على موقع مونزينجر (الألمانية)